# NGC 1824
NGC 1824 في الفهرس العام الجديد، هي مجرة، تقع في كوكبة أبو سيف (كوكبة). اكتشفت في 26 ديسمبر 1834 بواسطة جون هيرشل.

## روابط خارجية
- NGC 1824 على موقع ويكي سكاي: DSS2, SDSS, GALEX, IRAS, Hydrogen α, X-Ray, Astrophoto, Sky Map, Articles and images